# Плоске (Кропивницький район)
Пло́ске — село в Україні, у Дмитрівській сільській громаді Кропивницького району Кіровоградської області. Населення становить 371 осіб. Орган місцевого самоврядування — Дмитрівська сільська рада.

## Історія
Станом на 1886 рік у селі Красносільської волості Олександрійського повіту Херсонської губернії мешкало 911 осіб, налічувалось 160 дворових господарств, існувала православна церква.
Під час організованого радянською владою Голодомору 1932—1933 років померло щонайменше 211 жителів села.

## Населення
Згідно з переписом УРСР 1989 року чисельність наявного населення села становила 430 осіб, з яких 178 чоловіків та 252 жінки.
За переписом населення України 2001 року в селі мешкала 371 особа.

### Мова
Розподіл населення за рідною мовою за даними перепису 2001 року:
| Мова       | Відсоток |
| ---------- | -------- |
| українська | 97,84 %  |
| угорська   | 1,62 %   |
| російська  | 0,54 %   |

## Постаті
- Голий Віктор Анатолійович (1981—2014) — солдат Збройних сил України, учасник російсько-української війни.